# Miyuki Yanagita
Miyuki Yanagita (柳田 美幸 Yanagita Miyuki?), född 11 april 1981, är en japansk tidigare fotbollsspelare.
Miyuki Yanagita debuterade för japans landslag den 5 december 1997 i en 21–0-match Guam. Hon spelade 91 landskamper för det japanska landslaget. Hon deltog bland annat i fotbolls-VM 1999, fotbolls-VM 2003, fotbolls-VM 2007, OS 2004 och OS 2008.